# Martin B-10
Die Martin B-10 war ein US-amerikanischer Ganzmetall-Bomber in Eindeckerbauweise. Sie wurde 1934 beim United States Army Air Corps (USAAC) in Dienst gestellt. Es war der erste in Serie hergestellte Bomber, dessen Leistung mit denen der Jagdflugzeuge dieser Zeit vergleichbar war.
Die B-10 diente unter den Bezeichnungen B-12, B-13, B-14 und A-15.

## Konstruktion
Mit der B-10 begann eine Revolution in der Konstruktion von Bombern. Neben dem Ganzmetallrumpf und der Auslegung als Eindecker flossen viele Neuerungen in die B-10 ein, die später Standard im Bomberbau wurden. Sie hatte einen drehbaren Waffenturm, ein einziehbares Fahrwerk, einen internen Bombenschacht und vollverkleidete Triebwerke. Die Besatzung umfasste vier Mann, den Piloten, Copiloten, einen Bordschützen in der Flugzeugnase und einen Bordschützen im Rumpf.
Das Flugzeug wurde von zwei 600 PS (447 kW) leistenden Sternmotoren Wright SR-1820 E Cyclone angetrieben.

## Geschichte

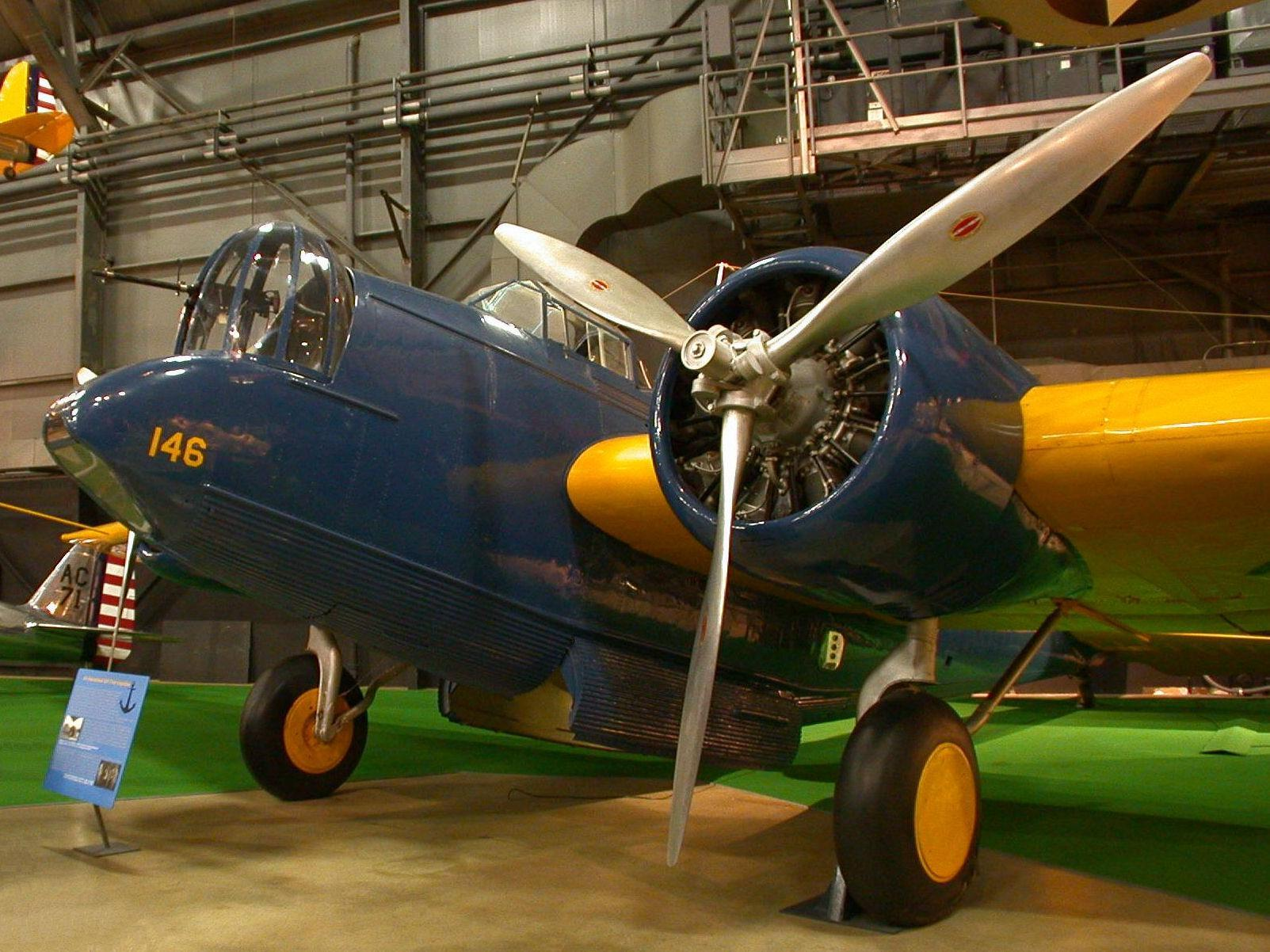
Martin YB-10 im USAF-Museum

Die Entwicklung der XB-10 begann als Martin Model 123 in einer privaten Finanzierung durch die Glenn L. Martin Company in Baltimore. Der Erstflug erfolgte am 16. Februar 1932 und die Testlieferung an die US Army am 20. März desselben Jahres.
Die an die US Army gelieferte XB-10 hatte im Gegensatz zum Modell 123 bereits vollverkleidete Triebwerke und war aerodynamisch besser gebaut. Zusätzlich war ein Drehturm in die Flugzeugnase eingebaut und die Spannweite leicht vergrößert worden. Bei Testflügen im Juni 1932 erzielte man eine Geschwindigkeit von 317 km/h auf 1.830 m Höhe – seinerzeit eine beeindruckende Leistung.
Nach dem Erfolg der XB-10 wurden kleinere Veränderungen vorgenommen und die Besatzung auf drei Mann reduziert. Die Motorleistung wurde auf 675 PS (503 kW) erhöht. Am 17. Januar 1933 bestellte die U.S. Army 48 Maschinen.
Die ersten 14 Maschinen erhielten die Bezeichnung YB-10 (Martin Model 139) und wurden im November 1933 nach Wright Field geliefert. Die YB-10 ähnelte noch sehr der XB-10:
Nachdem die Lieferungen an die U.S. Army abgeschlossen waren, erhielt Martin 1936 eine Exportlizenz für das Model 139. Die Maschinen wurden nach Argentinien, China, die Niederlande, Niederländisch-Indien, Thailand, die Sowjetunion (eine Testmaschine) und die Türkei geliefert.
Im Zweiten Weltkrieg waren sie nur kurz in Niederländisch-Indien und China im Einsatz, mussten aber wegen der Überlegenheit der japanischen Mitsubishi Zero zurückgezogen werden.
Eine argentinische YB-10 kehrte 1976 in die USA zurück und steht heute im USAF-Museum auf der Wright-Patterson Air Force Base in Dayton (Ohio). Eine Reihe von B-10-Teilen aus dem Dschungel von Borneo findet man heute im Militaire Luchtvaart Museum in Soesterberg in den Niederlanden.
Die YB-10A unterschied sich von der YB-10 nur im Motor. Sie hatte Wright R-1820-31-Turbolader-Sternmotoren, die ihr eine Geschwindigkeit von 380 km/h erlaubten. Sie war die schnellste B-10-Variante, aber es gab nur einen Prototyp.
Im Jahre 1935 orderte die U.S. Army 103 zusätzliche Maschinen mit der Bezeichnung B-10B, die praktisch dem YB-10-Typ glichen. Die B-10B kamen in folgende Einheiten: 2nd Bomb Group in Langley Field, 9th Bomb Group in Mitchel Field, 19th Bomb Group in March Field, 6th Bomb Group in der Panamakanal-Zone und in die 28th Bomb Group auf den Philippinen.
Die rasche Bomberentwicklung in den 1930er-Jahren führte schließlich zum Ersatz der B-10 durch die B-17 Flying Fortress und die Douglas B-18 Bolo vor dem Kriegseintritt der USA Ende 1941. General Henry H. Arnold beschrieb die B-10 als Flugwunder seiner Zeit. Sie war eineinhalbmal schneller als alle existierenden Bomber und schneller als die Jäger ihrer Zeit.

## Versionen

### Martin Model 123
Martin XB-10
Martin Model 123: Umgebaute Martin XB-907 die dann den Prototyp für die Modellreihe 139 darstellte. Martin Seriennummer: 434, Kennzeichen 33-139

### Martin Model 139, 139A and 139B
B-12
Von den 48 bestellten XB-10 wurden 7 Maschinen in YB-12 umgewandelt. Sie hatten Pratt & Whitney R-1690-11-'Hornet'-Sternmotoren mit 775 PS (578 kW) und erreichten maximal 351 km/h. Weitere 25 Maschinen der XB-10 wurden in 25 B-12A umgewandelt. Sie hatten größere 1381-Liter-Treibstofftanks und eine Reichweite von 1995 km.
XB-13
Die XB-13 war eine Version der B-10 mit Pratt & Whitney R-1860-17-Sternmotoren. Zehn Maschinen wurden bestellt, aber die Bestellung später storniert.
XB-14
Die letzte Maschine der 48 XB-10-Serie erhielt Pratt & Whitney YR-1830-9-Twin-Wasp-Sternmotoren.
A-15
Die Martin A-15 wurde als Angriffsbomber geplant, allerdings wurde diese Variante zugunsten der Curtiss A-14 Shrike storniert.

### Model 139W und Model 166
Export Version der Martin Model 139 von denen 192 Flugzeuge gebaut wurden.
Model 139WA
Demonstrationsflugzeug für Argentinien das im August 1936 ausgeliefert wurde, später weitergegeben an die argentinische Marine. Martin Seriennummer: 434.
Model 139WAN
Exportflugzeug für die argentinische Marine, 12 Stück, ausgeliefert im November 1937. Martin Seriennummer: 715 – 726.
Model 139WAA
Exportflugzeug für die argentinische Armee, 22 Stück, ausgeliefert im April 1938. Martin Seriennummer: 753 – 774.
Model 139WR
Demonstrationsflugzeug für die Sowjetunion. Erstflug 10. September 1936, Martin Seriennummer: 663, Kennzeichen X16706.
Model 139WH
Exportflugzeug für die Niederlande, 13 Stück, Erstflug 10. September 1936, Martin Seriennummer: 664 – 676.
Model 139WH-2
Exportflugzeug für die Niederlande, 26 Stück, ausgeliefert im März 1938, Martin Seriennummer: 727 – 752.
Model 139WH-3 (Model 166)
Exportflugzeug für die Niederlande, 40 Stück, ausgeliefert im September 1938, Martin Seriennummer: 692, 775 – 794, 796 – 814.
Model 139WH-3A (Model 166)
Exportflugzeug für die Niederlande, 42 Stück, ausgeliefert im Dezember 1938, Martin Seriennummer: 837 – 875, 878, 1094–1095.
Model 139WC
Exportflugzeug für China, 6 Stück, ausgeliefert im Februar 1937. Martin Seriennummer: 677 – 682.
Model 139WC-2
Exportflugzeug für China, 3 Stück, ausgeliefert im August 1937. Martin Seriennummer: 689 – 691.
Model 139WSM
Exportflugzeug für Siam, 3 Stück, ausgeliefert im März 1937. Martin Seriennummer: 683 – 685.
Model 139WSM-2
Exportflugzeug für Siam, 3 Stück, ausgeliefert im April 1937. Martin Seriennummer: 686 – 688.
Model 139WT
Exportflugzeug für die Türkei, 20 Stück, ausgeliefert im September 1937. Martin Seriennummer: 694 – 713.

## Technische Daten

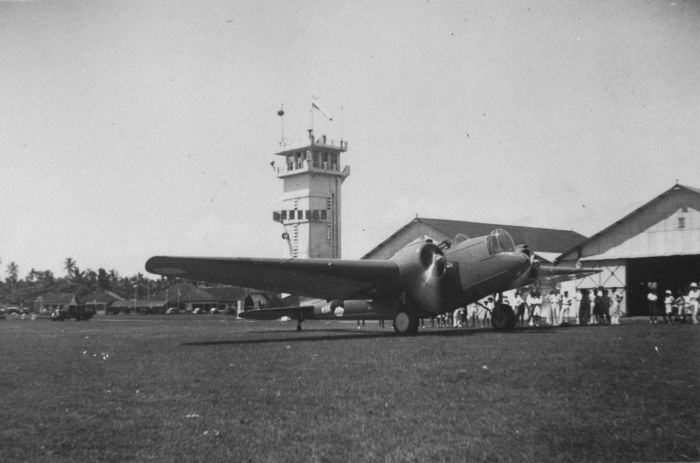
Niederländische B-10 bei Bandung

| Kenngröße             | Daten der B-10A                                           |
| --------------------- | --------------------------------------------------------- |
| Besatzung             | ein Pilot, zwei Bordschützen                              |
| Länge                 | 13,6 m                                                    |
| Spannweite            | 21,5 m                                                    |
| Höhe                  | 4,7 m                                                     |
| Flügelfläche          | 63 m²                                                     |
| Flügelstreckung       | 7,3                                                       |
| Leermasse             | 4391 kg                                                   |
| Startmasse            | 7440 kg                                                   |
| Antrieb               | zwei Sternmotoren Wright R-1820-33 mit je 775 PS (578 kW) |
| Höchstgeschwindigkeit | 346 km/h                                                  |
| Dienstgipfelhöhe      | 7380 m                                                    |
| Reichweite            | 2200 km                                                   |
| Bewaffnung            | drei 7,62-mm-Browning-MG, 1030 kg Bomben                  |